# Agathe Bonitzer
Pour les articles homonymes, voir Bonitzer.
Agathe Bonitzer, née le 24 avril 1989 dans le 14e arrondissement de Paris, est une actrice française.

## Biographie

### Famille et formation
Fille du réalisateur et scénariste Pascal Bonitzer et de la réalisatrice Sophie Fillières (et nièce de l'actrice Hélène Fillières), Agathe Judith Doris Bonitzer a été placée devant la caméra très jeune et compte de nombreux films à son actif. Elle décide vers 12-13 ans de devenir actrice et suit durant deux ans des cours de théâtre au Conservatoire Érik-Satie du 7e arrondissement de Paris (auprès de Daniel Berlioux) et fait des études de lettres modernes.

### Carrière
Alors enfant, elle fait ses premiers pas au cinéma, en 1996, dans Trois vies et une seule mort de Raoul Ruiz. Après avoir été la fille de Daniel Auteuil, Jean-Pierre Bacri ou encore d'Édouard Baer au cinéma, c'est son père qui lui offre son premier rôle important en 2008 dans Le Grand Alibi. Christophe Honoré la remarque alors, et l'engage pour donner la réplique à Louis Garrel dans La Belle Personne, une adaptation moderne de La Princesse de Clèves, rôle qui la révèle au grand public.
En 2009, elle se voit offrir par sa mère le second rôle de Un chat un chat où une jeune étudiante désire à tout prix rentrer dans la vie d'une écrivaine en mal d'inspiration interprétée par Chiara Mastroianni. La même année, Jacques Doillon la choisit pour interpréter l'amante de Pascal Greggory dans Le Mariage à trois, un huis clos tchekhovien avec Louis Garrel et Julie Depardieu. Pour Une bouteille à la mer de Thierry Binisti, elle apprend des bases d'hébreu auprès de Valérie Zenatti, l'auteur du livre adapté,. Dans Au bout du conte d'Agnès Jaoui, elle interprète la nièce du personnage tenu par la réalisatrice.
En 2019, elle occupe le rôle principal de la série française Osmosis.

## Filmographie
- 1994 : Mère séropositive (court métrage collection « 3000 scénarios contre un virus ») de Benoît Jacquot – la petite fille
- 1996 : Trois Vies et une seule mort de Raoul Ruiz
- 1999 : Tout abus sera puni (court métrage) de Louise Narboni – la nouvelle Zazie
- 2003 : Petites Coupures de Pascal Bonitzer
- 2003 : Un homme, un vrai d'Arnaud et Jean-Marie Larrieu
- 2003 : Les Sentiments de Noémie Lvovsky
- 2006 : Je pense à vous de Pascal Bonitzer
- 2008 : Le Grand Alibi de Pascal Bonitzer
- 2008 : La Belle Personne de Christophe Honoré
- 2009 : Un chat un chat de Sophie Fillières
- 2009 : La Morsure (court métrage) de Joyce A. Nashawati
- 2009 : À deux c'est plus facile (téléfilm) de Émilie Deleuze
- 2010 : Bus Palladium de Christopher Thompson
- 2010 : Toutes les filles pleurent de Judith Godrèche
- 2010 : Le Mariage à trois de Jacques Doillon
- 2010 : Je cherche Jeanne de Franck Saint-Cast
- 2012 : Je suis une ville endormie (court métrage) de Sébastien Betbeder
- 2012 : Climats - Les Orages de la passion (téléfilm) de Caroline Huppert –
- 2012 : Une bouteille à la mer de Thierry Binisti – Tal
- 2012 : À moi seule de Frédéric Videau – Gaëlle Faroult
- 2012 : Cherchez Hortense de Pascal Bonitzer – Laetitia
- 2012 : La Religieuse de Guillaume Nicloux – sœur Thérèse
- 2013 : Au bout du conte d'Agnès Jaoui – Laura
- 2013 : Les Nuits avec Théodore de Sébastien Betbeder – Anna
- 2014 : Valentin Valentin de Pascal Thomas – Florence
- 2015 : Tout de suite maintenant de Pascal Bonitzer – Nora Sator
- 2016 : Belle Dormant d'Adolfo Arrieta – Gwendoline et Maggie Jerkins
- 2017 : Sources assassines (téléfilm) de Bruno Bontzolakis – Séléna Rome
- 2017 : La Papesse Jeanne de Jean Breschand – Jeanne
- 2017 : Le Chemin de Jeanne Labrune – Camille
- 2018 : La Belle et la Belle de Sophie Fillières – Margaux
- 2019 : Osmosis (série Netflix) – Esther Vanhove
- 2019 : Bêtes blondes de Maxime Matray et Alexia Walther – Katia
- 2020 : Salem (court métrage) de Sophie Beaulieu –
- 2021 : Deux femmes (téléfilm) d'Isabelle Doval – Anne-Marie Leroux
- 2022 : Safety Matches (court métrage) de Pauline Bailay –
- 2022 : Selon la police de Frédéric Videau –
- 2022 : Des gens bien ordinaires (série télévisée) d'Ovidie – Linda
- 2022 : Comme une actrice de Sébastien Bailly – Delphine
- 2023 : Musik d'Angela Schanelec
- 2023 : La Nouvelle Femme de Léa Todorov – Clarisse
- 2023 : Agathe, Solange et moi de Louise Narboni – elle-même
- 2024 : Le Dernier Souffle de Costa-Gavras - Léa

## Théâtre
- 2011 : Britannicus de Racine, mise en scène Michel Fau, Festival de Figeac – Junie
- 2014 : Des journées entières dans les arbres de Marguerite Duras, mise en scène Thierry Klifa, Théâtre de la Gaîté Montparnasse
- 2015 : Le Roi Lear de William Shakespeare, mise en scène Jean-Luc Revol, Théâtre de la Madeleine
- 2022 : Lorsque l'enfant paraît d'André Roussin, mise en scène Michel Fau, théâtre de la Michodière

## Distinction
- Festival TV de Luchon 2022 :  Prix d'interprétation pour un duo pour Deux Femmes[4]